# ...e in quel momento, entrando in un teatro vuoto, un pomeriggio vestito di bianco, mi tolgo la giacca, accendo le luci e sul palco m'invento...
...e in quel momento, entrando in un teatro vuoto, un pomeriggio vestito di bianco, mi tolgo la giacca, accendo le luci e sul palco m'invento... è il secondo album di Gianni Togni pubblicato nel 1980, contenente il successo Luna in cui il pianoforte è suonato da Maurizio Fabrizio, come in molti brani di quest'album.

## Descrizione
L'album venne registrato tra il 1978 e 1979, successivamente ristampato più volte con diversa copertina e con il titolo "Luna" per poi essere ristampato come CD in versione rimasterizzata con il titolo originale nel 2014.

## Tracce
Testi di Guido Morra, musiche di Gianni Togni.
1. Maggie – 4:22
2. Luna – 4:10
3. Una mia canzone – 3:42
4. Chissà se mi ritroverai – 3:55
5. È bello capirci (senza essere uguali) – 3:59
6. Giardini in una tazza di the – 3:13
7. Pomeriggio maledetto – 3:15
8. Voglia di cantare – 6:02

## Formazione
- Gianni Togni – voce
- Maurizio Fabrizio – tastiera, pianoforte, chitarra acustica
- Roberto Puleo – chitarra elettrica
- Amleto Zonca – tastiera
- Gigi Cappellotto – basso
- Andy Surdi – batteria, percussioni